# Demodes malaccensis
Demodes malaccensis là một loài bọ cánh cứng trong họ Cerambycidae.